# José Saturnino Cardozo
José Saturnino Cardozo Otazú (* 19. März 1971 in Nueva Italia) ist ein ehemaliger paraguayischer Fußballspieler.
Der Stürmer zählt zu den bekanntesten Fußballern Paraguays und war Stammspieler der Nationalmannschaft. Dreimal (2000, 2002, 2003) wurde er zum Spieler des Jahres in Paraguay gewählt und 2002 von der CONMEBOL zu Südamerikas Fußballer des Jahres.

## Karriere als Spieler

### Verein und Nationalmannschaft
Cardozo begann seine Karriere 1986 als 15-Jähriger bei Unión Pacifico, einem Verein seiner Heimatstadt Nueva Italia. Dann wechselte er für zwei Jahre zu River Plate Asunción (1988–1990). Anfang der 1990er Jahre siedelte er nach Europa um. Dabei war er für den FC St. Gallen in der Schweiz tätig und erzielte dort 12 Tore in 30 Spielen. 1992 kehrte er wieder nach Südamerika zurück und spielte in Chile für Universidad Católica. Dort schoss er 20 Tore in 38 Spielen. Zwischen 1993 und 1994 war er für ein Jahr Spieler bei Olimpia Asunción in Paraguay. Von Januar 1995 bis Juni 2005 war Cardozo für den mexikanischen Erstligisten Deportivo Toluca tätig und erzielte 249 Tore. Zudem gewann er mit dem Verein vier Ligen und wurde nationaler IFFHS Welttorjäger, als er in der Saison 2002/2003 58 Tore (Rekord) für seinen Verein schoss. Zuletzt spielte er bis 2006 für San Lorenzo in Argentinien.
Beim olympischen Fußballturnier 2004 in Athen gewannen die Albirrojos überraschend die Silbermedaille und er belegte mit fünf Toren den 2. Platz der Torschützenliste.

### Titel und Erfolge

#### Nationalmannschaft
- Olympische Spiele (FIFA / IOC): 2. Platz 2004

#### Verein
- IFFHS Welttorjäger (National) (1): 2003 (Rekord mit 58 Toren)
- Torschützenkönig der Liga MX (4)

### Persönliche Auszeichnungen
- Paraguayischer Fußballer des Jahres (3): 2000, 2002, 2003 (Rekord)
- Südamerikas Fußballer des Jahres (1): 2002

## Karriere als Trainer
Kurz nach seinem Karriereende 2006 wurde er in den Trainerstab von Olimpia Asunción verpflichtet. Im August 2011 wechselte er als Trainer zum mexikanischen Verein Querétaro FC. Danach trainierte er noch einmal den Club Olimpia und anschließend den CS Luqueño. 2013 kehrte er nach Mexiko zurück und arbeitete drei Jahre bei Deportivo Toluca. Seit 2018 steht er beim mexikanischen Rekordmeister Deportivo Guadalajara unter Vertrag.